# 大東京トイボックス
『大東京トイボックス』（だいとうきょうトイボックス）は、うめによる日本のゲーム業界漫画作品。「コミックバーズ」（幻冬舎コミックス）にて、2006年11月号より連載開始。略称は「ギガボ」。
『東京トイボックス』の続編にあたる。2014年1月から3月まで、テレビ東京系列で同作の続編としてテレビドラマが放送された。

## 概要
前作で月山星乃を社長に迎えたスタジオG3に、新入社員百田モモが加わり、仕事に恋に、新たな騒動が巻き起こる。また、物語の前半では『「少年犯罪は暴力ゲームが起因」とする報道とそれに対しての業界の対応』についても描かれている。
うめがTwitter上で30分間だけ「あなたのハンドルネームを使わせてもらえませんか？」と募集したところ、50人余りからのリプライがあった。コミックバーズ2009年12月号「キャロットなう」に、実在するアカウントが掲載され、各人の発言自体はうめが考えたものであるものの劇中内のTwitterで発言している状態で発売された。この「Twitterの実在アカウントが劇中で使われた」という試みは、掲載された雑誌の発売日を考えると世界初と推測される。下記の加藤レイズナもリプライした一人であり、うめとの交流があったことから劇中内で唯一、登場人物としてキャラクターが描かれた。なお、後に仙水伊鶴のアカウントも作られた。
2012年マンガ大賞で銀の匙 Silver Spoon（荒川弘）に次いで2位を獲得。
2017年放送のテレビアニメ『AKIBA'S TRIP -THE ANIMATION-』第12話にてコラボレーションが実現。天川太陽（演 - 羽多野渉）と月山星乃（演 - 斎賀みつき）が劇中で特別出演した。

## 物語
「サムライ☆キッチン」の海外版完成と、シリーズの商標権をソリダスに譲渡してから数週間後、ソリダスに再就職し、スタジオG3を退職した谷崎七海の穴を埋めるため、スタジオG3は即戦力となるグラフィッカーを募集するが、元社長・天川太陽の手違いで企画志望の未経験者・百田モモを採用してしまう。仕方なしと社長になった月山は3カ月の採用期間を設け、モモが使える人材か見極めることになる。

## 登場人物

### スタジオG3
天川 太陽（てんかわ たいよう）
スタジオG3元社長、現在は企画チーフ。元はソリダスワークスの社員だった。
若干性格が変わり、前作のように「ソリダスが関わっているから」という理由から仕事を蹴るような事は無くなった。口には出さないが、新人のモモには密かに期待しているようである。
身長：174cm、体重：60kg、血液型：B型
誕生日：9月3日
職種：ディレクター兼プランナー
趣味：ガンプラ
初めてのPC：NEC PC-8801 mkIISR
月山 星乃（つきやま ほしの）
スタジオG3代表取締役社長。元OL。
子供向け特撮番組「電脳戦士モバイラー」の大ファンであり、着メロが「モバイラー」のテーマ。前作同様にファンであることはひた隠ししているようだが、周囲には既にバレている。
身長：157cm、体重：45kg、血液型：A型
職種：進行管理マネージャー
趣味：電脳戦士モバイラー
初めてのPC：ThinkPad 560 (1996)
百田 モモ（ももだ もも）
四年制大学造形学部卒業後、さらにゲーム制作専門学校卒業とゲーム開発に夢と希望を燃やす24歳。
太陽の手がけたゲーム「ソードクロニクル」がきっかけでゲーム業界を志した。
身長：171cm、体重：54kg、血液型：B型
職種：プランナー
趣味：ゲーム
初めてのPC：eMac (2002)
依田 敦史（よだ あつし）
スタジオG3チーフプログラマー。
身長：175cm、体重：66kg、血液型：A型
職種：プログラマー
初めてのPC：FM-7 (1982)
阿部 茉莉（あべ まり）
スタジオG3チーフグラフィッカー。愛称アベマリ。
七海が退職したためチーフになった。腐女子なのは相変わらずのようである。
身長：152cm、体重：48kg、血液型：O型
職種：グラフィッカー
初めてのPC：並盛 (1998)
剣持 千明（けんもち ちぎら）
スタジオG3グラフィッカー。
身長：164cm、体重：51kg、血液型：B型
職種：グラフィッカー
初めてのPC：color classic II (1994)
金田 正志（かねだ まさし）
スタジオG3プログラマー。愛称マサ。
ミュージシャンの夢を諦めた過去があり、夢と希望に満ちているモモに過去の自分を重ねている。
身長の低さを気にしているらしく、モモを見るたびに自分と比較する。
しかし、会社の方針で使わないと決めたゲームエンジンを無断使用し、それを隠し通すために自宅作業に入り欠勤が続き、最終的に解雇処分となった。
身長：161cm、体重：54kg、血液型：O型
職種：プログラマー
初めてのPC：PS/V (1992)
ゴウ・ロドリゲス
スタジオG3プログラマー。愛称ロド。
元米国海兵隊という異色の存在。もともとアニメ・ゲームに強い興味を持っていたが、父の意向で軍隊へ。
横須賀基地勤務の後、父の死後ゲーム業界へ。日系三世でバイリンガルなため、翻訳作業でも力を発揮する。
身長：194cm、体重：104kg、血液型：A型
職種：プログラマー
初めてのPC：HitBit75 (1984)
湯浅 太（ゆあさ ふとし）
スタジオG3グラフィッカー。
元は少年誌で連載を持っていた漫画家だが11週で打ち切りになりゲーム業界へ。
こっそり次回作を書いているらしい。できちゃった結婚をしており既婚者である。
身長：172cm、体重：65kg、血液型：O型
職種：グラフィッカー
初めてのPC：PRESARIO575 (1998)
松平 頼寛（まつだいら よりひろ）
スタジオG3プログラマー。
同人ゲームの世界で活動していたところを太陽にスカウトされ入社。
ガンシューティングの「二丁拳銃」の名手。
身長：152cm、体重：72kg、血液型：B型
職種：プログラマー
初めてのPC：自作機 (1996)
木場 繁（きば しげる）
スタジオG3プログラマー。
ビジネスソフトのプログラム経験が長く、ソースが硬いことをひそかに気にしている。
キーボードを叩く速さはG3で最も早く、本気で打ったときの打鍵音はマシンガンのように聞こえる。
身長：166cm、体重：48kg、血液型：AB型
職種：プログラマー
初めてのPC：PC-1245 (1984)

### ソリダスワークス
仙水 伊鶴（せんすい いづる）
総合アミューズメント企業ソリダスワークスAM2局々長。太陽とは幼い頃からの仲。
当初はプログラマーとして業界に入った。
身長：171cm、体重：59kg、血液型：O型
窪ノ内 品子（くぼのうち しなこ）
仙水の秘書。
身長：178cm、体重：57kg、血液型：A型
初めてのPC：FMV-590Tsp(1995)
谷崎 七海（たにざき ななみ）
株式会社ソリダスワークス第16開発室室長で「サムライ☆キッチン2」ディレクター。
過去にソリダスワークスで「ソードクロニクル2・3」の開発に携わった後、同社を退社。天川らと共にスタジオG3を立ち上げたが、仙水に直接誘われたことでソリダスワークスに再就職。
身長：161cm、体重：50kg、血液型：AB型
職種：グラフィッカー
初めてのPC：Macintosh PowerBook170 (1991)
卜部・ジークフリート アデナウアー (うらべ ジークフリート アデナウアー)
ソリダスワークスの品証部顧問。ソリダスユーロにおいて品証部に所属。ドイツ国籍。
過去に欧州ゲーム規制法案検討準備会にオブザーバとしての参加経験あり。
御堂 雄頑（みどう ゆうげん）
ソリダスワークス専務（現代表取締役）。
身長：173cm、体重：88kg、血液型：A型
加藤 レイズナ（かとう レイズナ）
少年エンタDXで連載していた漫画家。
少年誌で成年向けと見紛うような作品を連載していたが、社の意向から、品証部に単行本出版は差し止めと通達される。名前は実在するフリーライターから。

### 電算花組
半田 花子（はんだ はなこ）
社長。同人サークルとしてゲーム制作をしていたが、サークルを法人化をして以後、ヒット作を連発している。非常に小柄で負けず嫌いな正確。
飯田橋 要 （いいだばし かなめ）
社員。

### その他
しらいし のぶこ
STAGE.28に登場。
電算花組設立以前に、同人誌即売会で半田花子にスケッチブックを描いてもらい、オークションサイトで転売した女性。
2010年1月31日の「大東京トイボックス 第5巻発売記念 うめ先生サイン会」でネーミングライツを貰った参加者が命名した。口頭だったため、漢字表記は不明。

## 単行本
幻冬舎、バーズコミックス、全10巻
1. 2007年3月24日発売 ISBN 978-4-3448-0943-7
2. 2007年9月22日発売 ISBN 978-4-3448-1081-5
3. 2008年10月24日発売 ISBN 978-4-3448-1450-9
4. 2009年6月24日発売 ISBN 978-4-3448-1666-4
5. 2010年1月23日発売 ISBN 978-4-3448-1847-7
6. 2010年8月24日発売 ISBN 978-4-3448-2013-5
7. 2011年8月24日発売 ISBN 978-4-3448-2287-0
8. 2012年3月24日発売 ISBN 978-4-3448-2464-5
9. 2012年12月24日発売 ISBN 978-4-3448-2679-3
10. 2013年9月24日発売 ISBN 978-4-3448-2911-4

大東京トイボックスSP  幻冬舎、バーズコミックス、全1巻
1. 2013年9月24日発売 ISBN 978-4-3448-2912-1

## テレビドラマ
2014年1月4日から3月29日までテレビ東京系列においてテレビドラマ化された。毎週土曜日23:55 - 24:20に放送。2013年10月 - 12月クール放送の『東京トイボックス』の続編となる。主演は足立梨花。話数カウントは「LEVEL.○」。

### キャスト
詳細な人物説明は上記原作部分を参照。本項目ではドラマ独自の設定や簡単な職種などを記載する。

#### 主要人物
百田 モモ（ももだ もも）
演 - 足立梨花
試用期間1か月という条件付きで「studio G3」に仮採用される。

#### studio G3
月山 星乃（つきやま ほしの）
演 - 宇野実彩子（AAA）
コンサルティング会社を退職し、社長に就任する。
天川 太陽（てんかわ たいよう）
演 - 要潤（少年期：照井啓能）
プランナー兼ディレクター。
依田 敦史（よだ あつし）
演 - 趙珉和
チーフプログラマー。原作では標準語でしゃべっていたのに対し、ドラマでは関西弁でしゃべっている。
金田 正志（かねだ まさし）
演 - 菊田大輔
プログラマー。短気なツッコミ担当。
阿部 茉莉（あべ まり）
演 - 岸明日香
チーフグラフィッカー。独特な感性を持っており、言うことがいつも若干ずれている（本作ではドラゴンクエストシリーズの固有名詞に基づいているもの以外にも、時間を止めるシステムの説明時に「スタープラチナ・ザ・ワールド！」と、時間を巻き戻すシステムの説明時に「ゴールド・エクスペリエンス・レクイエム的な？」と言う場面があった）。

#### 電算花組
半田 花子（はんだ はなこ）
演 - 志保
社長。
飯田橋 要 （いいだばし かなめ）
演 - 石塚義之（アリtoキリギリス）
社員。

#### ソリダスワークス（テレビドラマ）
天川が過去に所属していたゲーム制作会社。
仙水 伊鶴（せんすい いづる）
演 - 福士誠治（少年期：佐藤光将）
AM2局局長。
谷崎 七海（たにざき ななみ）
演 - 北川弘美
ディレクター。元「studio G3」チーフグラフィッカー。
窪ノ内 品子（くぼのうち しなこ）
演 - 橋本マナミ
仙水の秘書。
御堂 雄頑（みどう ゆうげん）
演 - 石橋蓮司
社長。
天野
演 - 田中えみ
社長秘書。

#### ビキニdeゴールデンバウム
キルヒアイス / 田中 芳男
演 - 清水一希
「執事」。元「studio G3」プログラマー。
マサが無断欠勤した際に助っ人として復帰するが、ブランクがあるためうまくいってない。
カリン
演 - 多田あさみ
エヴァンゼリン
演 - 亜里沙
上記2名はビキニを着た店員。「メイド」の2人が辞めたため、新たにアルバイトとして入った。

#### その他（テレビドラマ）
須田 大作（すだ だいさく）
演 - 相島一之
MMG社長。G3や電算花組と取引するゲーム販売会社（パブリッシャー）。セクハラを繰り返す中年男性だが、ビジネスには熱い。

### スタッフ
- 原作 - うめ（小沢高広・妹尾朝子）『大東京トイボックス』（幻冬舎コミックス刊）
- 脚本 - 山岡真介、服部隆志
- 音楽 - 山岡晃
- 演出 - 宮下健作、筧昌也、山本清史、芝崎弘記
- 主題歌 - RAM WIRE「夢のあかし」（ソニー・ミュージックアソシエイテッドレコーズ）[8]
- 演出補 - 森裕史、高田知徳、宮崎剛、伊藤周
- 撮影 - 寺田将人
- 照明 - 橋本穣、土井大輔
- 音響効果 - 北澤亨
- 美術プロデューサー - 橋本昌和
- CG - 奥田圭一、相川はじめ
- タイトルバック演出 - 岡本将徳
- タイトルバック制作 - イレブングラフィックス
- ゲーム画面監修 - 横山秀幸、橋本裕之、風間紀明、遠藤琢磨、岩間崇、土田智裕、板垣貴幸、小池俊雄、杉山由美子、奥山義智、横山裕一、鷲尾象
- イラスト提供 - みさくらなんこつ
- アニメーター - 加部栄一郎、川上政希、上林大輔、馬場苑未、FREDY、加藤英理子
- モーションキャプチャー - Studio Acquire
- 特別協力 - GungHo、アクワイア、GAME ARTS、スパイク・チュンソフト
- プロデューサー - 阿部真士（テレビ東京） / 槙哲也（ホリプロ）
- プロデューサー補 - 安藤一貴、奥村麻美子
- 製作著作 - テレビ東京、ホリプロ

### 放送日程
| 放送回 | 放送日  | 脚本     | 演出     |
| ------ | ------- | -------- | -------- |
| 第1話  | 1月04日 | 山岡真介 | 宮下健作 |
| 第2話  | 1月11日 | 山岡真介 | 宮下健作 |
| 第3話  | 1月18日 | 山岡真介 | 筧昌也   |
| 第4話  | 1月25日 | 服部隆志 | 筧昌也   |
| 第5話  | 2月01日 | 山岡真介 | 山本清史 |
| 第6話  | 2月08日 | 山岡真介 | 山本清史 |
| 第7話  | 2月15日 | 服部隆志 | 宮下健作 |
| 第8話  | 3月01日 | 服部隆志 | 芝崎弘記 |
| 第9話  | 3月08日 | 服部隆志 | 山本清史 |
| 第10話 | 3月15日 | 服部隆志 | 山本清史 |
| 第11話 | 3月22日 | 山岡真介 | 宮下健作 |
| 第12話 | 3月29日 | 山岡真介 | 宮下健作 |

平均視聴率 1.2%（視聴率は関東地区、ビデオリサーチ社調べ）

### ネット局
| 放送対象地域   | 放送局                | 系列           | 放映期間・曜日・時間    | 放映期間・曜日・時間 |
| -------------- | --------------------- | -------------- | ----------------------- | -------------------- |
| 関東広域圏     | テレビ東京 【制作局】 | テレビ東京系列 | 2014年1月4日 - 3月29日  | 土曜 23:55 - 24:20   |
| 北海道         | テレビ北海道          | テレビ東京系列 | 2014年1月4日 - 3月29日  | 土曜 23:55 - 24:20   |
| 愛知県         | テレビ愛知            | テレビ東京系列 | 2014年1月4日 - 3月29日  | 土曜 23:55 - 24:20   |
| 大阪府         | テレビ大阪            | テレビ東京系列 | 2014年1月4日 - 3月29日  | 土曜 23:55 - 24:20   |
| 岡山県・香川県 | テレビせとうち        | テレビ東京系列 | 2014年1月4日 - 3月29日  | 土曜 23:55 - 24:20   |
| 福岡県         | TVQ九州放送           | テレビ東京系列 | 2014年1月4日 - 3月29日  | 土曜 23:55 - 24:20   |
| 山形県         | テレビユー山形        | TBS系列        | 2014年2月18日 - 5月6日  | 火曜 24:58 - 25:23   |
| 和歌山県       | テレビ和歌山          | JAITS          | 2014年4月6日 - 6月22日  | 日曜 22:30 - 22:54   |
| 三重県         | 三重テレビ            | JAITS          | 2014年4月13日 - 8月10日 | 日曜 19:29 - 19:54   |
| 岩手県         | IBC岩手放送           | TBS系列        | 2014年7月15日 - 10月7日 | 火曜 25:11 - 25:46   |
| 鹿児島県       | 南日本放送            | TBS系列        | 2014年7月22日 -         | 火曜 25:05 - 25:35   |
| 滋賀県         | びわ湖放送            | JAITS          | 2014年8月22日 -         | 金曜 26:40 - 27:10   |

| テレビ東京系列 土曜23:55 - 24:20枠          | テレビ東京系列 土曜23:55 - 24:20枠                               | テレビ東京系列 土曜23:55 - 24:20枠                                                                                                  |
| 前番組                                      | 番組名                                                           | 次番組 |
| ------------------------------------------- | ---------------------------------------------------------------- | --- |
| 東京トイボックス （2013.10.5 - 2013.12.21） | 大東京トイボックス （2014.1.4 - 2014.3.29） 【ここまでドラマ枠】 | ニッポン元気計画! 眠れるスター目覚ましバラエティ “ハックツベリー” ※23:55 - 24:50 （2014.4.19 - 2015.9.26） 【ここからバラエティ枠】 |